# MUL.APIN
MUL.APIN är titeln på det babyloniska verk som behandlar olika aspekter av babylonisk astronomi och astrologi. Det följer traditionen för tidigare babyloniska stjärnkataloger, men innehåller mer exakta observationer, som samlades omkring 1000 f. Kr.
Verket behandlar 66 stjärnor och konstellationer och behandlar även uppgång, nedgång och kulmination för en del av objekten, vilket hjälpt forskarna att förstå hur de babyloniska stjärnkartorna var uppbyggda. Texten finns bevarad i en kopia från 700-talet f. Kr. på två tavlor. De har fått namn av inledningsorden, MULAPIN, vilket i översättning betyder ungefär "Plogen". Detta avser en stjärnbild, som har identifierats som Triangelns stjärnbild samt Gamma Andromedae.

## Datering
Den tidigaste kopian som upptäckts hittills (2013), tillverkades 686 f. Kr och den senaste 300 f. Kr. Emellertid tror majoriteten av forskare att texten sammanställdes ungefär 1000 f. Kr. Tidigare var åsikten att originaltexten var så gammal som från 2300 f. Kr.

## Verkets delar
Texten är skriven på två uppsättningar lertavlor och kan möjligen också ha haft en tredje uppsättning som bilaga.
Den första serien lertavlor har sex delar och innehåller bland annat en lista över alla de ljusstarkare stjärnorna och stjärnbilderna. Den är av stort värde för rekonstruktionen av de babyloniska stjärnkartorna.
Den andra serien är av intresse för vetenskapshistorikerna och visar på metoder och procedurer som babyloniska astrologer använde för att förutsäga solens, månens och planeternas rörelser. Lertavlan kan sägas vara uppdelad i tio delar.
Den tredje uppsättningen som kan tänkas vara bilaga till verket finns det hittills inga fynd av.